# Campeonato Mundial de Judo
El Campeonato Mundial de Judo es la competición de judo más importante a nivel internacional. Es organizado anualmente desde 1956 por la Federación Internacional de Judo (IJF). El primer campeonato para las mujeres se realizó en 1980 y por cuatro ediciones se realizaron separadamente de los masculinos.
Japón es el país más exitoso en estos campeonatos, ha conseguido 168 títulos mundiales y 403 medallas en total. Le siguen Francia con 60 títulos y 184 medallas y Corea del Sur con 32 títulos y 108 medallas. De los países hispanohablantes, los que más medallas han ganado son Cuba (80 medallas y 19 títulos) y España (30 medallas y 5 títulos).

## Categorías de peso
Las categorías en las que se compite actualmente por el título mundial son las siguientes:
- masculino: –60 kg, –66 kg, –73 kg, –81 kg, –90 kg, –100 kg y +100 kg
- femenino: –48 kg, –52 kg, –57 kg, –63 kg, –70 kg, –78 kg y +78 kg

## Ediciones
| Núm.    | Año  | Sede               | País                |
| ------- | ---- | ------------------ | ------------------- |
| I       | 1956 | Tokio              | Japón               |
| II      | 1958 | Tokio              | Japón               |
| III     | 1961 | París              | Francia             |
| IV      | 1965 | Río de Janeiro     | Brasil              |
| V       | 1967 | Salt Lake City     | Estados Unidos      |
| VI      | 1969 | Ciudad de México   | México              |
| VII     | 1971 | Ludwigshafen       | RFA                 |
| VIII    | 1973 | Lausana            | Suiza               |
| IX      | 1975 | Viena              | Austria             |
| —       | 1977 | Cancelado          | Cancelado           |
| X       | 1979 | París              | Francia             |
| XI      | 1980 | Nueva York         | Estados Unidos      |
| XII     | 1981 | Maastricht         | Países Bajos        |
| XIII    | 1982 | París              | Francia             |
| XIV     | 1983 | Moscú              | URSS                |
| XV      | 1984 | Viena              | Austria             |
| XVI     | 1985 | Seúl               | Corea del Sur       |
| XVII    | 1986 | Maastricht         | Países Bajos        |
| XVIII   | 1987 | Essen              | RFA                 |
| XIX     | 1989 | Belgrado           | Yugoslavia          |
| XX      | 1991 | Barcelona          | España              |
| XXI     | 1993 | Hamilton           | Canadá              |
| XXII    | 1995 | Chiba              | Japón               |
| XXIII   | 1997 | París              | Francia             |
| XXIV    | 1999 | Birmingham         | Reino Unido         |
| XXV     | 2001 | Múnich             | Alemania            |
| XXVI    | 2003 | Osaka              | Japón               |
| XXVII   | 2005 | El Cairo           | Egipto              |
| XXVIII  | 2007 | Río de Janeiro     | Brasil              |
| XXIX    | 2008 | Levallois-Perret   | Francia             |
| XXX     | 2009 | Róterdam           | Países Bajos        |
| XXXI    | 2010 | Tokio              | Japón               |
| XXXII   | 2011 | París Tiumén       | Francia · Rusia     |
| XXXIII  | 2013 | Río de Janeiro     | Brasil              |
| XXXIV   | 2014 | Cheliábinsk        | Rusia               |
| XXXV    | 2015 | Astaná             | Kazajistán          |
| XXXVI   | 2017 | Budapest Marrakech | Hungría · Marruecos |
| XXXVII  | 2018 | Bakú               | Azerbaiyán          |
| XXXVIII | 2019 | Tokio              | Japón               |
| XXXIX   | 2021 | Budapest           | Hungría             |
| XL      | 2022 | Taskent            | Uzbekistán          |
| XLI     | 2023 | Doha               | Catar               |
| XLII    | 2024 | Abu Dabi           | EAU                 |
| XLIII   | 2025 | Budapest           | Hungría             |
| XLIV    | 2026 | Bakú               | Azerbaiyán          |
| XLV     | 2027 | Por determinar     | Kazajistán          |

1. 1 2 3 4  Solo categorías femeninas.
2. ↑  Solo se disputó la categoría abierta masculina y femenina.
3. 1 2  En la segunda sede se disputó la categoría abierta masculina y femenina.

## Medallero histórico
- Actualizado a Budapest 2025.

| Núm. | País                 | Oro | Plata | Bronce | Total |
| ---- | -------------------- | --- | ----- | ------ | ----- |
| 1    | Japón                | 168 | 112   | 123    | 403   |
| 2    | Francia              | 60  | 39    | 85     | 184   |
| 3    | Corea del Sur        | 32  | 9     | 67     | 108   |
| 5    | Rusia                | 23  | 33    | 74     | 130   |
| 4    | China                | 20  | 13    | 17     | 50    |
| 6    | Cuba                 | 19  | 22    | 39     | 80    |
| 7    | Países Bajos         | 16  | 22    | 56     | 94    |
| 8    | Reino Unido          | 16  | 19    | 32     | 67    |
| 9    | Alemania             | 14  | 27    | 70     | 111   |
| 10   | Georgia              | 11  | 15    | 25     | 51    |
| 11   | Bélgica              | 9   | 17    | 20     | 46    |
| 12   | Brasil               | 9   | 14    | 34     | 57    |
| 13   | Italia               | 8   | 12    | 21     | 41    |
| 14   | Polonia              | 6   | 4     | 25     | 35    |
| 15   | Mongolia             | 6   | 4     | 23     | 33    |
| 16   | España               | 5   | 10    | 15     | 30    |
| 17   | Uzbekistán           | 5   | 6     | 10     | 21    |
| 18   | Corea del Norte      | 5   | 5     | 8      | 18    |
| 19   | Estados Unidos       | 4   | 8     | 17     | 29    |
| 20   | Austria              | 4   | 2     | 11     | 17    |
| 21   | Canadá               | 3   | 7     | 11     | 21    |
| 22   | Azerbaiyán           | 3   | 6     | 20     | 29    |
| 23   | Ucrania              | 3   | 4     | 11     | 18    |
| 24   | Israel               | 3   | 4     | 7      | 14    |
| 25   | Grecia               | 3   | 2     | 2      | 7     |
| 26   | Irán                 | 3   | 0     | 5      | 8     |
| 27   | Colombia             | 3   | 0     | 3      | 6     |
| 28   | Hungría              | 2   | 7     | 18     | 27    |
| 29   | Kazajistán           | 2   | 6     | 8      | 16    |
| 30   | Portugal             | 2   | 5     | 8      | 15    |
| 31   | República Checa      | 2   | 3     | 5      | 10    |
| 32   | Serbia               | 2   | 2     | 5      | 9     |
| 33   | Argentina            | 2   | 2     | 1      | 5     |
| 33   | Croacia              | 2   | 2     | 1      | 5     |
| 35   | Kosovo               | 2   | 1     | 7      | 10    |
| 36   | Eslovenia            | 1   | 6     | 8      | 15    |
| 37   | Suiza                | 1   | 2     | 4      | 7     |
| 38   | Túnez                | 1   | 0     | 4      | 5     |
| 39   | Venezuela            | 1   | 0     | 0      | 1     |
| 40   | Rumania              | 0   | 4     | 9      | 13    |
| 40   | Turquía              | 0   | 4     | 9      | 13    |
| 42   | Australia            | 0   | 3     | 3      | 6     |
| 43   | Estonia              | 0   | 3     | 1      | 4     |
| 44   | Bielorrusia          | 0   | 2     | 7      | 9     |
| 45   | Egipto               | 0   | 2     | 3      | 5     |
| 45   | Suecia               | 0   | 2     | 3      | 5     |
| 47   | Moldavia             | 0   | 1     | 4      | 5     |
| 47   | Tayikistán           | 0   | 1     | 4      | 5     |
| 49   | Bulgaria             | 0   | 1     | 3      | 4     |
| 50   | China Taipéi         | 0   | 1     | 2      | 3     |
| 51   | Argelia              | 0   | 1     | 1      | 2     |
| 51   | Bosnia y Herzegovina | 0   | 1     | 1      | 2     |
| 51   | Noruega              | 0   | 1     | 1      | 2     |
| 51   | Puerto Rico          | 0   | 1     | 1      | 2     |
| 55   | Montenegro           | 0   | 1     | 0      | 1     |
| 56   | EAU                  | 0   | 0     | 3      | 3     |
| 57   | Finlandia            | 0   | 0     | 2      | 2     |
| 58   | Armenia              | 0   | 0     | 1      | 1     |
| 58   | Letonia              | 0   | 0     | 1      | 1     |
| 58   | Lituania             | 0   | 0     | 1      | 1     |
| 58   | Kirguistán           | 0   | 0     | 1      | 1     |
| 58   | Nueva Zelanda        | 0   | 0     | 1      | 1     |
|      | TOTAL                | 481 | 481   | 962    | 1924  |

1. ↑  Incluye las medallas obtenidas por la URSS.
2. ↑  Incluye las medallas obtenidas por la RFA y la RDA entre 1949 y 1990.
3. ↑  Incluye las medallas obtenidas por Checoslovaquia.
4. ↑  Incluye las medallas obtenidas por la RFS de Yugoslavia y la RF de Yugoslavia.